# Ирландский меч
Ирландские мечи отличались необычным кольцевидным навершием, внутри которого был хорошо виден проходящий по центру хвостовик, и крестовиной со сплющенными по вертикали концами, S-образно изгибающимися в поперечной плоскости. Такие мечи могли быть одно-, полутора- и двуручными, а клинки, вероятно, импортировались с континента. Нет свидетельств использования подобных мечей ранее XVI века.
В Ирландии были обнаружены четыре экземпляра таких мечей: первый был найден в конце XIX века, в Туллилохе (англ. Tullylough) в графстве Лонгфорд, второй нашли во время проведения работ по углублению реки Баннат, вблизи деревни Портгленон (англ. Portglenone) в графстве Антрим. Ещё два меча нашли в графстве Голуэй: один — в 1948 году, другой — несколько позднее, в пяти милях к северу от Баллинасло. Меч из Туллилоха и первый голуэйский схожи между собой, меч из Портгленона несколько отличается. В настоящее время мечи экспонируются в Национальном музее Ирландии.
Кроме того, известно пять датированных XVI веком изображений, на которых фигурируют подобные мечи:
- рисунок Альбрехта Дюрера 1521 года с ирландскими наёмниками в Нижних землях. Один из двух изображённых двуручных мечей имеет кольцевидное навершие;
- на анонимной гравюре, хранящейся в музее Эшмола, изображены шесть фигур «ирландских вождей». Все они имеют мечи, на пяти из которых видны эфесы — все «ирландского» типа. Пропорции соответствуют мечам, найденным в Ирландии, за исключением того, что клинки несколько шире;
- три рисунка с фигурами, имеющими мечи, очень похожие на мечи на эшмольской гравюре, были сделаны фламандским художником Лукасом де Геере[англ.], работавшим в Англии с 1567 по 1577 годы[2].

## Галерея

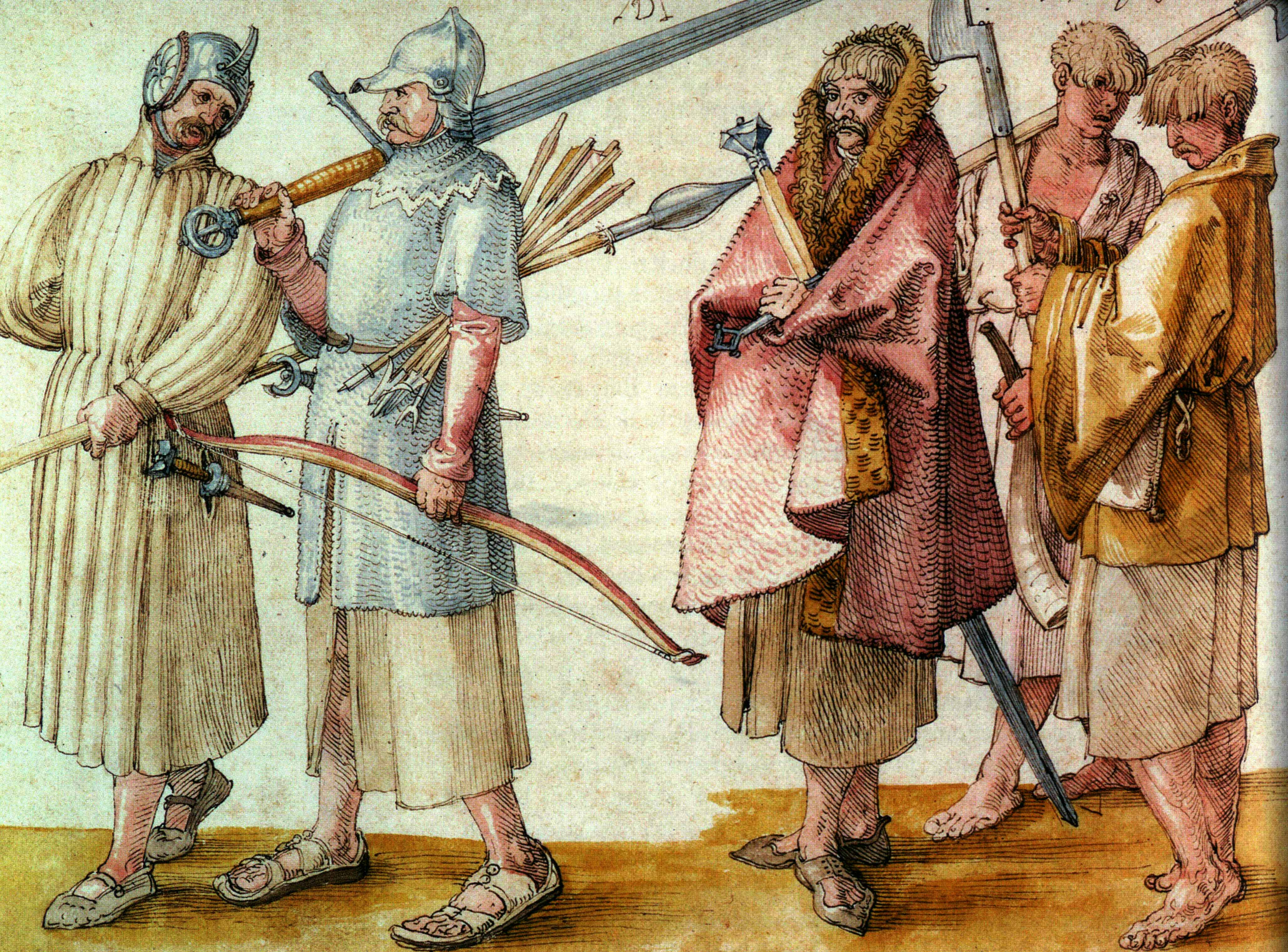
Ирландские наёмники на рисунке Дюрера
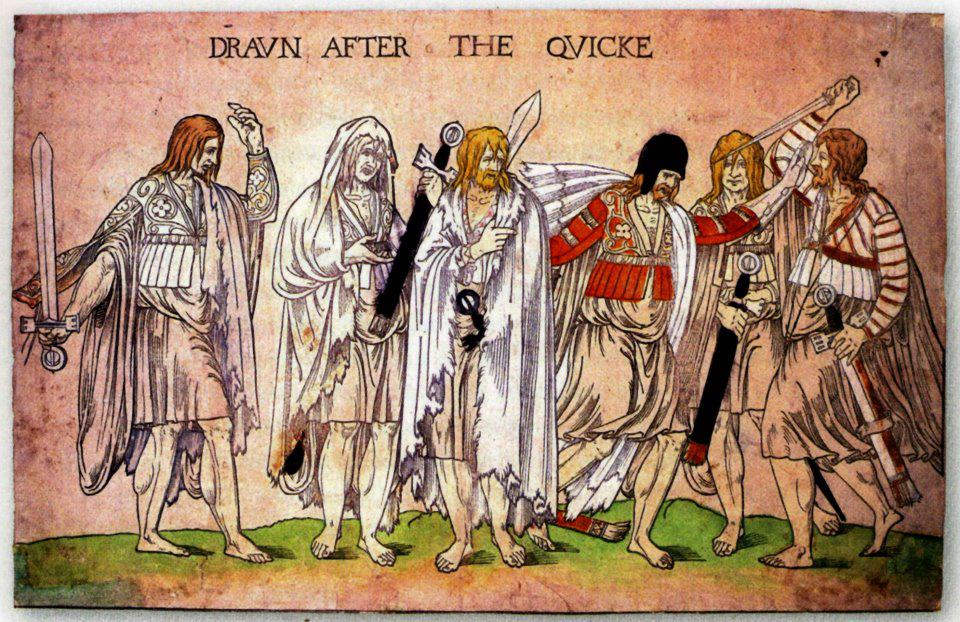
Гравюра из музея Эшмола
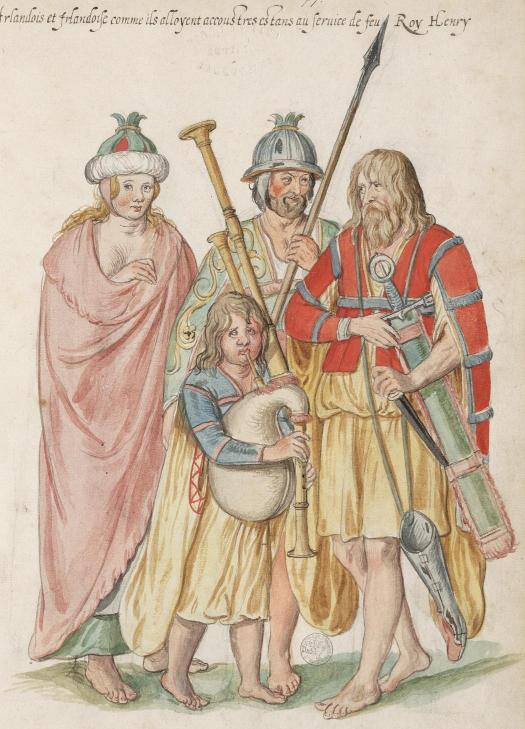
Один из рисунков де Геере, «Ирландцы на службе короля Генриха»
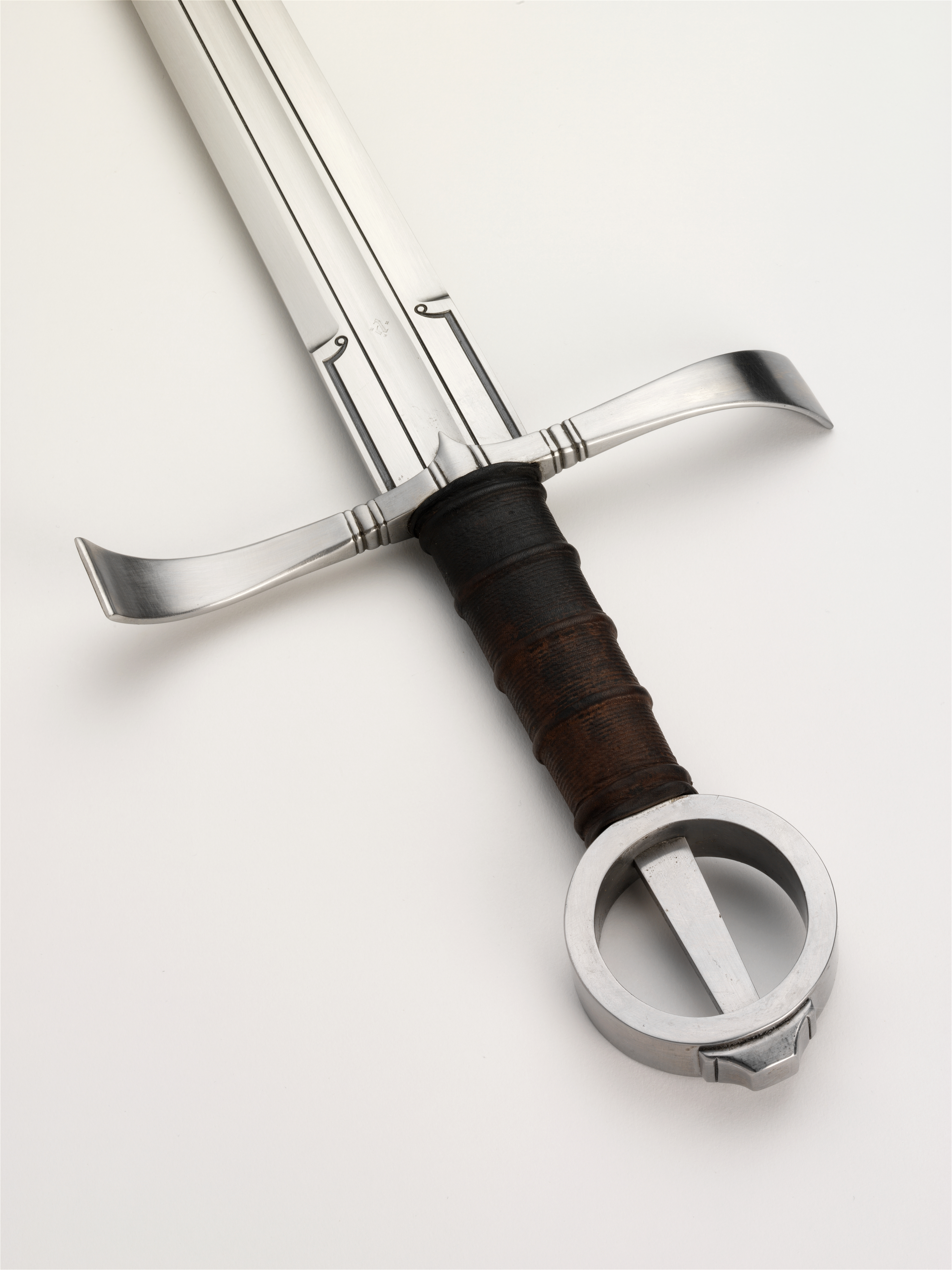
Эфес ирландского меча (современная реплика)
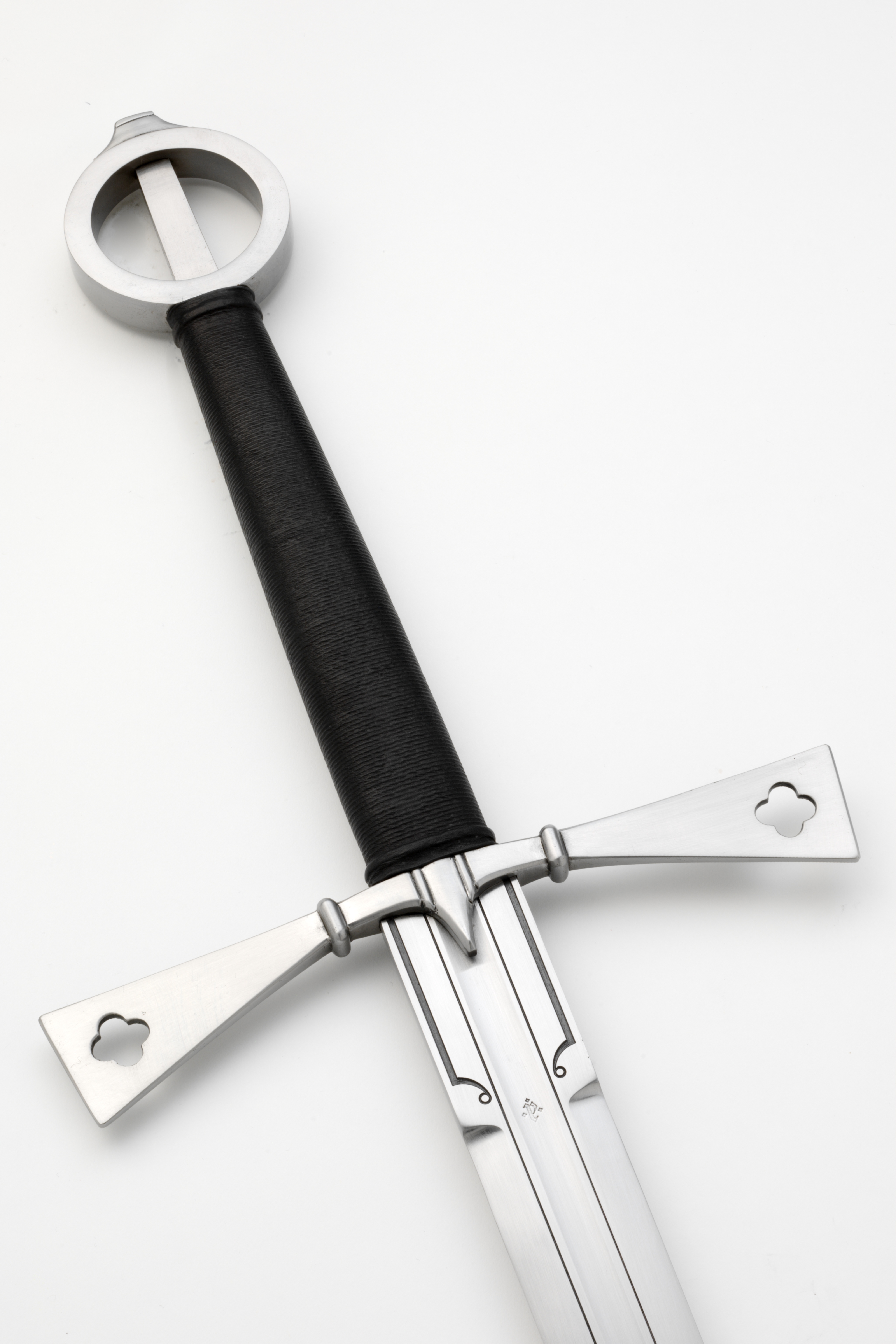
Эфес полутораручного меча с альтернативным вариантом крестовины (современная реплика)